# Don Quichotte (film, 1957)
Pour les articles homonymes, voir Don Quichotte (homonymie).
Pour plus de détails, voir Fiche technique et Distribution.
Don Quichotte (en russe : Дон Кихот) est un film soviétique de Grigori Kozintsev sorti en 1957), adapté du roman éponyme de Miguel de Cervantes.

## Synopsis
Hidalgo Alonso Quejano, amoureux des romans chevaleresques, décide de devenir lui-même un chevalier et de partir à l'aventure. Il est accompagné de Sancho Panza, qui lui sert d'écuyer et va  accomplir des exploits pour la défense des défavorisés et pour la gloire de sa dulcinée. Mais ces exploits s'avèrent être des actes insensés et ridicules et malgré le fait que les gens se moquent de lui et le battent, Don Quichotte conserve la foi en la justice et la gentillesse humaine innée.

## Fiche technique
- Réalisation : Grigori Kozintsev
- Scénario : Evgueni Schwartz
- D'après le roman de Miguel de Cervantes
- Musique originale : Gara Garayev
- Photographie : Andreï Moskvine, Apollinari Doudko
- Directeur artistique : Natan Altman, Evgueni Yenej
- Montage : Evguenia Makhankova (ru)
- Son : Ilia Volk
- Décors Alberto Sánchez Pérez
- Maquillage : Vassili Oulianov (ru)
- Costumes : M. Rafalovich
- Dompteur : Boris Eder (ru)
- Musique : Orchestre philharmonique de Saint-Pétersbourg
- Production : Lenfilm
- Pays de production :  Union soviétique
- Langue : russe
- Date de sortie :
  - URSS : 23 mai 1957

## Distribution
- Nikolaï Tcherkassov : Don Quixote de la Mancha / Alonso Quixano
- Youri Toloubeïev : Sancho Panza
- Serafima Birman : la gouvernante
- Lioudmila Kassianova : Aldonsa
- Svetlana Grigorieva : la nièce
- Vladimir Maksimov : le prêtre
- Viktor Kolpakov : le barbier
- Gueorgui Vitsine : Sansón Carrasco
- Galina Voltchek : Maritorne
- Bruno Freindlich : le comte
- Lidia Vertinskaïa : la comtesse
- Alexandre Beniaminov : le berger

## Distinctions
Le film a été présenté en sélection officielle en compétition au Festival de Cannes 1957.